# جون لونج
جون لونج (بالإنجليزية: John M. Lounge)‏ (و. 1946 – 2011 م) هو ضابط، ورائد فضاء من الولايات المتحدة الأمريكية . ولد في دنفر، كولورادو .

## ريادة الفضاء
شارك في المهمات الفضائية:
- STS-51-I
- STS-26
- STS-35.

## الخدمة العسكرية
خدم في بحرية الولايات المتحدة.

## جوائز
حصل على جوائز منها:
- وسام الجو.